# ElbtonalPercussion

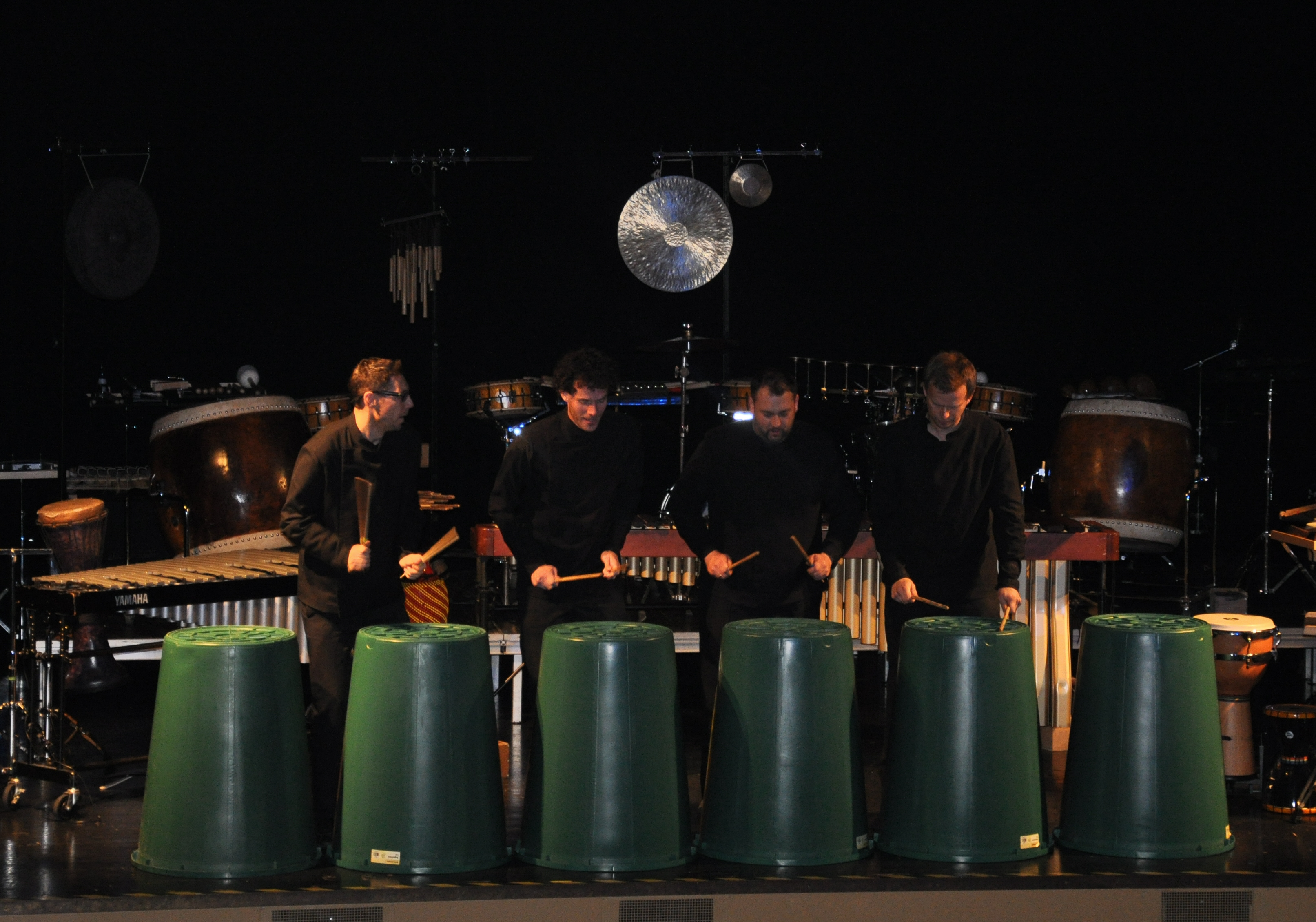
ElbtonalPercussion, 2012

ElbtonalPercussion ist ein deutsches Schlagzeug-Ensemble.

## Geschichte
ElbtonalPercussion wurde 1996 von Jan-Frederick Behrend, Wolfgang Rummel, Andrej Kauffmann und Stephan Krause gegründet, die zu diesem Zeitpunkt an der Hamburger Musikhochschule klassisches Schlagzeug studierten. 2015 verließ Gründungsmitglied Wolfgang Rummel das Ensemble und Sönke Schreiber trat ein. 2021 verließ dann Andrej Kauffmann nach 25 Jahren Zusammenarbeit die Band und übergab seinen Stab weiter an Francisco Manuel Anguas Rodriguez.
Mit ihrem Instrumentarium aus Trommeln, Becken & Gongs sowie Marimba- & Vibraphon entstanden bis heute sieben CDs und drei DVDs. Die Gruppe ist auch als Gast auf weiteren Alben und Compilations vertreten. Ihren  musikalischen Stil bezeichnet die Gruppe selbst als „kreativen Crossover (Musik)“ aus Klassik, Jazz & Weltmusik, Neuer Musik, Rockmusik und Drum and Bass.
ElbtonalPercussion trat u. a. beim Schleswig-Holstein Musikfestival, den Niedersächsischen Musiktagen, den Händel-Festspielen Halle, dem Festival Euro-Klassik, JazzBaltica, dem Tanz&Folk-Festival Rudolstadt, dem Festival Mitte Europa oder den Harzburger Musiktagen auf. Tourneen führten das Quartett durch Europa und wiederholt nach Asien, u. a. zum Iwamizawa Art and Music Festival in Sapporo (Japan), zum NCPA International Percussion Music Festival in Peking und nach Shanghai, wo sie auf der Expo 2010 als Kulturbotschafter Hamburgs fungierten.
Zusammenarbeit erfolgte u. a. mit der Marimba-Virtuosin Keiko Abé, mit Stewart Copeland („The Police“), dem indischen Schlagzeuger und Perkussionist Trilok Gurtu, Drummer Benny Greb, dem Schauspieler und Synchronsprecher Christian Brückner sowie John Neumeier mit seinem Hamburg Ballett. Des Weiteren hat Elbtonal Percussion bei Filmmusik-Produktionen mitgewirkt u. a. in Doris Dörries Drama Kirschblüten – Hanami, dem Der Baader Meinhof Komplex von Uli Edel/Bernd Eichinger und Christian Alvarts Science-Fiction-Thriller Pandorum.

## Diskografie

### Als ElbtonalSchlagwerk
- Percussion Works (1999, Arte Nova/BMG)
- Time Twist (2001, Arte Nova/BMG, Gäste: Christina Fassbender/Flöte, Claus Bantzer/Dirigent, Massimo Drechsler/Schlagzeug, Teruyo Takada/Shinobue-Flöte, Thorsten Steinhardt+Marek Steffula/Percussion)

### Als Elbtonal Percussion
- Drumtronic (2003 ACT, Gast: Christopher Dell/Vibraphon)
- Four Elements (2005 ACT, Gäste: Claus Bantzer/Orgel+Klavier, Christopher Dell/Vibraphon, G-Strings/String-Ensemble)
- In Concert (Live-Dvd/CD 2010, Dude Records)
- Elbtonal Percussion Plays Stewart Copeland (2012, Dude Records, Gäste: Marcio Doctor/Percussion, Benny Greb/Drums)
- Tom der Trommler – Das Hörspiel-Musical zum Mitmachen (2014, EUROPA Family Music, Sony)
- Urban Drums (DVD/CD 2015, Dude Records)
- Tom der Trommler Vol 2 (2015, EUROPA)
- HAMBURG (DVD/CD 2021, Dude records)